# Дербишева
Дербишева (рос. Дербишева) — присілок у Аргаяшському районі Челябінської області Російської Федерації.
Входить до складу муніципального утворення Дербишевське сільське поселення. Населення становить 1344 особи (2010).

## Історія
Населений пункт розташований на історичній території башкирських племен. Від 1930 року належить до Аргаяшського району, спочатку в складі Башкирської АРСР, а від 1934 року — Челябінської області.
Згідно із законом від 12 листопада 2004 року органом місцевого самоврядування є Дербишевське сільське поселення.

## Населення
| 2002 | 2010  |
| ---- | ----- |
| 1297 | ↗1344 |